# Lätt flugvikt i boxning vid olympiska sommarspelen 1992
Resultat från boxning vid olympiska sommarspelen 1992 och herrarnas lätta flugvikt. De 30 boxarna vägde under 48 kg. Tävlingarna arrangerades i Pavelló Club Joventut de Badalona i Barcelona.

## Medaljörer
| Klass         | Guld                   | Silver                    | Brons                       |
| Lätt flugvikt | Rogelio Marcelo · Kuba | Daniel Petrov · Bulgarien | Jan Quast · Tyskland        |
| Lätt flugvikt | Rogelio Marcelo · Kuba | Daniel Petrov · Bulgarien | Roel Velasco · Filippinerna |

## Resultat

### Första rundan
| Vinnare                        | Resultat      | Förlorare                |
| Första rundan                  | Första rundan | Första rundan            |
| ------------------------------ | ------------- | ------------------------ |
| Rowan Williams (GBR)           | BYE           |                          |
| Stephen Ahialey (GHA)          | BYE           |                          |
| Roel Velasco (PHI)             | 16:1          | James Wanene (KEN)       |
| Rajendra Prasad (IND)          | 12:6          | Andrzej Rżany (POL)      |
| Rogelio Marcelo (CUB)          | RSC-3         | Mfamasibili Mnisi (SWZ)  |
| Erdenentsogt Tsogtjargal (MGL) | 8:2           | Fernando Retayud (COL)   |
| Rafael Lozano (ESP)            | 9:0           | Abram Thwala (RSA)       |
| Eric Griffin (USA)             | 14:2          | Fausto del Rosario (DOM) |
| Daniel Petrov (BUL)            | 10:7          | Nelson Dieppa (PUR)      |
| Song Chol (PRK)                | KO-2          | Anicet Rasoanaivo (MAD)  |
| Dong-Bum Cho (KOR)             | 8:2           | Luigi Castiglione (ITA)  |
| Pál Lakatos (HUN)              | RSC-2         | Vladimir Ganchenko (EUN) |
| Tadahiro Sasaki (JPN)          | 5:3           | Domenic Figliomeni (CAN) |
| Valentin Barbu (ROM)           | 11:2          | Mohammed Haioun (ALG)    |
| Jan Quast (GER)                | 6:0           | Mohamed Zbir (MAR)       |
| Pramuansak Phosuwan (THA)      | RSC-2         | St. Aubyn Hines (JAM)    |

### Andra rundan
| Vinnare               | Resultat     | Förlorare                      |
| Andra rundan          | Andra rundan | Andra rundan                   |
| --------------------- | ------------ | ------------------------------ |
| Rowan Williams (GBR)  | 11:3         | Stephen Ahialey (GHA)          |
| Roel Velasco (PHI)    | 15:6         | Rajendra Prasad (IND)          |
| Rogelio Marcelo (CUB) | 14:2         | Erdenentsogt Tsogtjargal (MGL) |
| Rafael Lozano (ESP)   | 6:2          | Eric Griffin (USA)             |
| Daniel Petrov (BUL)   | RSC-3        | Song Chol (PRK)                |
| Pál Lakatos (HUN)     | 20:15        | Dong-Bum Cho (KOR)             |
| Valentin Barbu (ROM)  | 10:7         | Tadahiro Sasaki (JPN)          |
| Jan Quast (GER)       | 11:2         | Pramuansak Phosuwan (THA)      |

### Kvartsfinaler
| Vinnare               | Resultat      | Förlorare            |
| Kvartsfinaler         | Kvartsfinaler | Kvartsfinaler        |
| --------------------- | ------------- | -------------------- |
| Roel Velasco (PHI)    | 7:6           | Rowan Williams (GBR) |
| Rogelio Marcelo (CUB) | 11:3          | Rafael Lozano (ESP)  |
| Daniel Petrov (BUL)   | 17:8          | Pál Lakatos (HUN)    |
| Jan Quast (GER)       | 17:8          | Valentin Barbu (ROM) |

### Semifinaler
| Vinnare               | Resultat    | Förlorare          |
| Semifinaler           | Semifinaler | Semifinaler        |
| --------------------- | ----------- | ------------------ |
| Rogelio Marcelo (CUB) | RSCH-1      | Roel Velasco (PHI) |
| Daniel Petrov (BUL)   | 15:9        | Jan Quast (GER)    |

### Final
| Vinnare               | Resultat | Förlorare           |
| Final                 | Final    | Final               |
| --------------------- | -------- | ------------------- |
| Rogelio Marcelo (CUB) | 20:10    | Daniel Petrov (BUL) |